# Svatý Medard
Svatý Medard (asi 457 – asi 540
) byl francký biskup ve Vermandois.

## Životopis
Narodil se v roce 457 n. l. v Salency. Byl synem bohatého šlechtice Nektarda a Protagie. Od dětství projevoval útrpnost a milosrdnou lásku. Svoje šaty dal slepému žebrákovi, jídlo zapíral, aby ho mohl dát chudým. Medard studoval ve Vermandois a v Tournaye, které bylo královským sídlem.
Bývá uváděno, že konečného vzdělání dosáhl na Saint-Quentin a údajně roku 505 přijal kněžské svěcení. Medard jako kněz působil v rodišti.
Po smrti biskupa vermandoiského v roce 530 byl ve věku asi 70 let ve Vermandois jmenován jeho nástupcem. V následujícím roce, snad z bezpečnostních důvodů, přemístil své sídlo do opevněného města Nyonu. V roce 540 v Noyonu zemřel.

## Patronát
V křesťanském náboženství je považován za ochránce úrody a patrona sedláků, pastýřů, meteorologů, sládků a vinařů a proti bolesti zubů. Lidé se k němu modlili za suché počasí při senoseči, za úrodu polí a vinic, také proti horečce a choromyslnosti.

## Odkazy

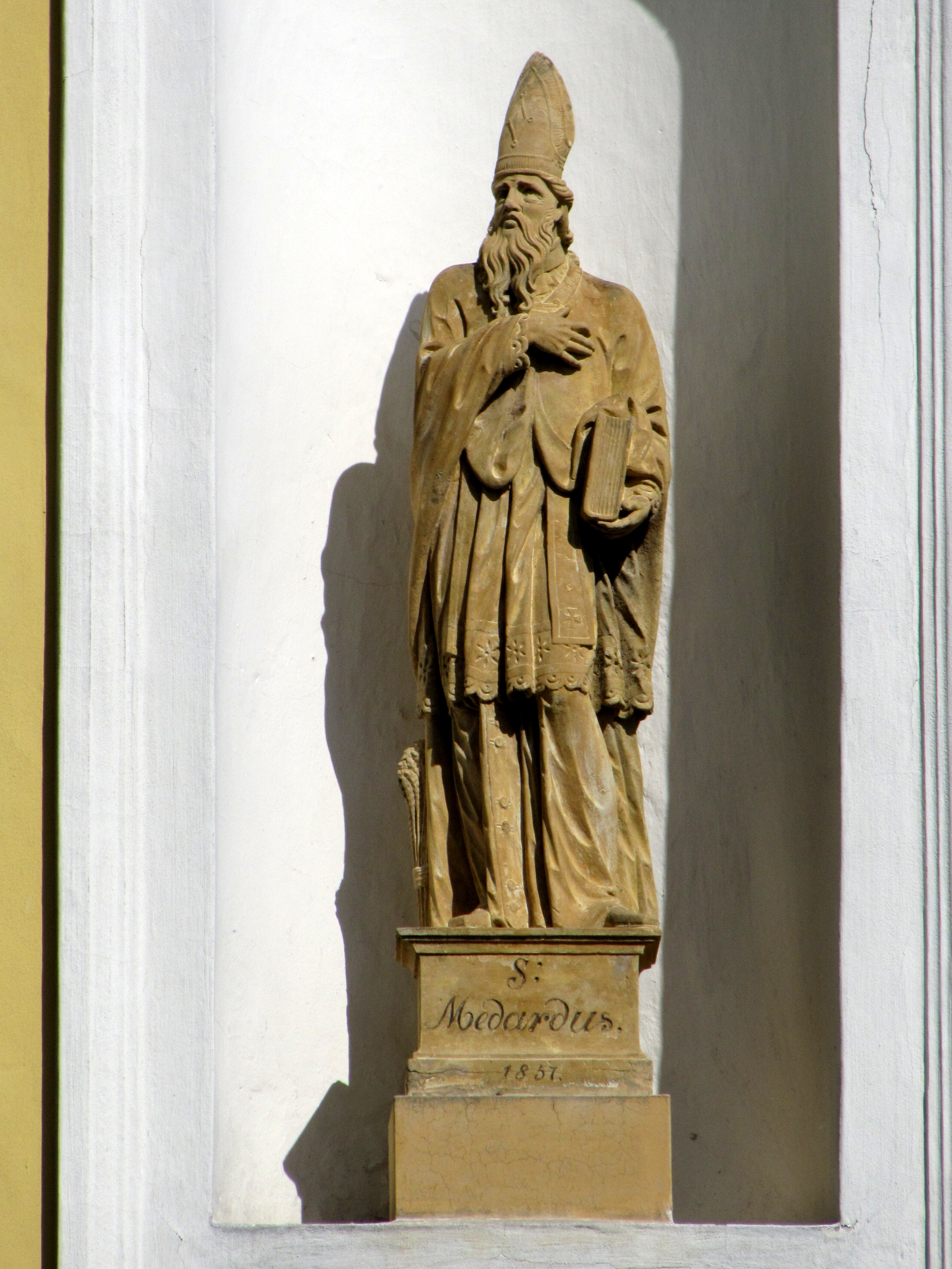
Socha sv. Medarda na kostele v Miloticích

## Pranostika
Medardova kápě, 40 dní kape.